# 麥克坦島

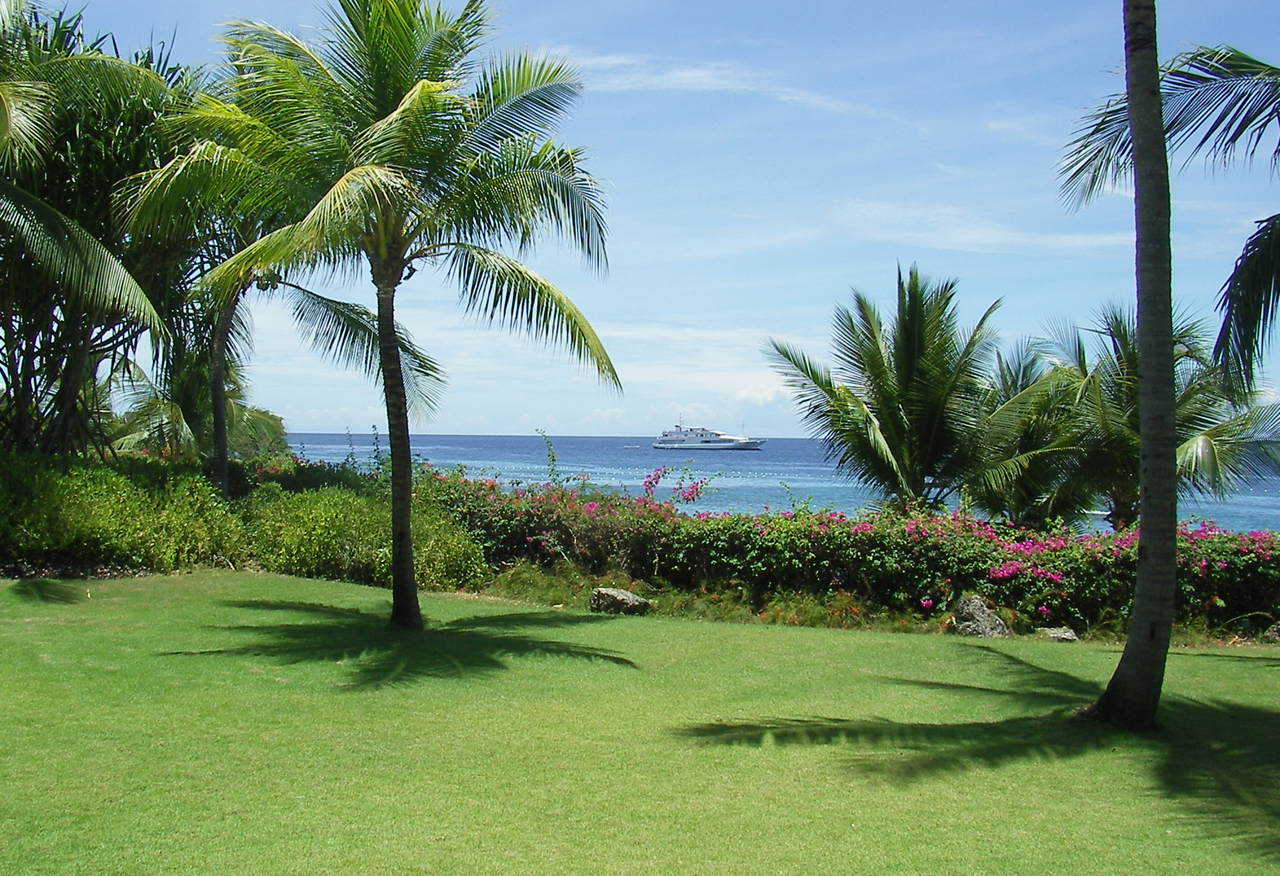

麥克坦島（Mactan或Maktan），或譯馬克坦島，是菲律賓的島嶼，屬於維薩亞斯群島的一部分，由宿霧省負責管轄，2000年人口251,051。1521年，葡萄牙探險家斐迪南·麥哲倫在該島部落戰爭中被酋長拉普拉普所殺。

## 外部連結
- Mactan International Airport（页面存档备份，存于）
- Lapu-Lapu City Government

10°18′N 123°58′E / 10.300°N 123.967°E